# Robert Gadouas
Robert Gadouas, né le 28 septembre 1927 à Montréal et mort par suicide le 6 juin 1969 dans la même ville, est un acteur québécois.

## Biographie
À la fin des années 1940, il commence une carrière active de comédien au sein de plusieurs feuilletons radiophoniques. Il fait ses premières armes à la radio dans Madeleine et Pierre et est aussi des radioromans Jeunesse dorée, Rue Principale et Métropole.
Il évolue dans le théâtre l'Équipe fondé par Pierre Dagenais. Il obtient un grand succès dans Marius et Fanny de Marcel Pagnol. Il interprète également Shakespeare, Molière, Cocteau à l'Ermitage.
Il est un des membres fondateurs du Théâtre du Nouveau Monde de Montréal.
À la télévision, en 1954, il apparaît dans le téléroman 14, rue de Galais et entre 1957 et 1961 dans La Pension Velder de Robert Choquette.
Il est le père de Daniel Gadouas, qu'il a eu en 1947 avec la comédienne Marjolaine Hébert. Il est aussi le père de Nathalie Gadouas, qu'il a eue en 1958 avec la comédienne Andrée Lachapelle de qui il divorcera en 1963.
Il se suicide en 1969, suicide que son ex-conjointe Lachapelle attribue à l'hostilité du milieu théâtral à son égard et aux tendances « destructrices » du métier d'acteur. Il est inhumé le 10 juin au cimetière Notre-Dame-des-Neiges.
Il a été marié à Marjolaine Hébert et Danielle Oderra.

## Filmographie
- 1954 - 1955 : Anne-Marie (série TV) : La voix
- 1954 - 1957 : 14, rue de Galais (série  TV) : Louis Delisle
- 1954 - 1969 : Le téléthéâtre de Radio-Canada (série TV) : Divers rôles
- 1957 - 1961 : La Pension Velder (série TV) : Alexis Velder
- 1966 - 1967 : Suivez cet homme : Robert Boyer